# Isaac Le Maire
Isaac Le Maire, né à Tournai en 1558 et mort à Egmond aan den Hoef en 1624, est un commerçant néerlandais, originaire des Pays-Bas méridionaux, fondateur de la Compagnie du Brabant et l'un des principaux actionnaires des débuts de la Compagnie néerlandaise des Indes orientales dont il est gouverneur en 1602, et le fondateur de la Compagnie australienne. Il fut une des plus importantes fortunes de Hollande et le promoteur du voyage de découverte du cap Horn.

## Biographie
Né à Tournai en 1558 ou en 1559, il doit fuir après la chute de la ville en 1581, probablement en raison de ses convictions réformées. Réfugié dans le port brabançon d’Anvers, il y apprend le négoce avec ses quatre frères, sous la direction de son beau-frère Jacques van de Walle et devient en 1584 un riche négociant en produits alimentaires et épicerie. Il est par ailleurs capitaine de la milice de la ville et habite une demeure appelée la Bourgognien Schilt. En 1585, lors du sac d'Anvers, il fuit avec sa femme Maria Jacobs les Pays-Bas méridionaux pour se rendre à Amsterdam dans les Provinces-Unies indépendantes depuis peu.

### Marchand à Amsterdam
En 1592, son nom apparaît pour la première fois à Amsterdam, comme actionnaire de la plus ancienne police d'assurance maritime. Dans les années suivantes, il développe le commerce dans les eaux européennes. Bien qu'il n'ait pas été initialement l'un des marchands les plus riches, il réalise des investissements importants, en s'assurant des positions de mandat, grâce à son réseau familial direct et indirect. À Amsterdam, avec Peter van de Pulle et Dirck van Os, il constitue, en 1592, une compagnie pour le négoce avec la Russie qui importe du bois et des céréales de la Baltique en Espagne et du caviar et des fourrures d’Arkhangelsk, généralement destinés à Venise et à Livourne. Ils échangent également des lettres de change et sont actifs dans les locations et les assurances maritimes. Entre 1594 et 1598, il acquiert une position importante dans le commerce du poisson, entre les ports britanniques et l'Espagne.
Après le premier voyage de Cornelis de Houtman aux Indes de 1595 à 1597, Le Maire, comme beaucoup d'autres marchands, se plonge dans l'aventure indienne. En 1599, il crée à Amsterdam la Compagnie du Brabant, qui organise deux voyages très rentables aux Indes orientales. L'entreprise rapporte 400% de profit. En 1600, il décide de se concentrer sur le commerce avec les Indes orientales, mais à cette époque, il était déjà présent dans les Indes occidentales. En 1601, il devient officiellement citoyen d'Amsterdam, probablement à la suite de la fusion de la Nouvelle Compagnie du Brabant et de l'Ancienne Compagnie, qui forment la Première Compagnie Unie des Indes orientales, d'Amsterdam. Cette société, dont Le Maire est actionnaire, équipe huit navires vers les Indes, sous la direction de Jacob van Heemskerk.

### Actionnaire de la VOC
En 1602, à la demande de Johan van Oldenbarnevelt, toutes les sociétés de commerce néerlandaises sont fusionnés dans la Compagnie néerlandaise des Indes orientales (VOC) qui réalise à cette occasion un appel public à l'épargne, par augmentation de capital. Le Maire reçoit des actions pour la somme de 85 000 florins et devient le plus important actionnaire de la VOC. Il obtient, en outre, la fonction prestigieuse de gouverneur de la VOC. Le rôle d’Isaac Le Maire dans l'évolution du cours de l'action de la Compagnie néerlandaise des Indes orientales, a été étudié par les historiens, qui ont jugé que la période apporte un regard très moderne sur les moyens d’empêcher les manipulations de cours pour les entreprises cotées en Bourse. Peu de temps après la souscription de 1602, les actions grimpèrent de 14 % en peu de temps, puis en 1605, au retour de bateaux richement pourvus, elles gagnèrent à nouveau 40 % en peu de temps. Sous la pression des directeurs de la VOC, le gouvernement hollandais décida d’interdire les ventes à découvert d’actions.
Mais bientôt, il entre en conflit avec la VOC et le consistoire, en raison d'une faute professionnelle concernant le voyage de Wijbrant van Warwijck en 1602. Des rumeurs insinuaient que Le Maire n'avait pas repris l'ensemble des reçus et autres preuves dans les coûts. Les partenaires de la VOC demandent qu'il soit poursuivi, mais Le Maire règle l'affaire par le versement de 7 200 florins. Les détails de l'infraction sont tenus secrets. Le Maire est alors contraint de quitter la VOC en 1605 et doit accepter de renoncer à agir comme concurrent. Cet événement est à l'origine de son ressentiment et de son opposition à la VOC qui persistera le restant de sa vie. Il se lance dans le cabotage européen, en particulier dans la vente de grain.

### L'expédition du Cap Horn
L’un de ses fils, Maximilien Le Maire, dirigea la compagnie néerlandaise des Indes orientales au Japon. Un autre de ses fils, Jacques Le Maire, ouvrit la route du Cap Horn. Isaac Le Maire avait obtenu des États de Hollande le droit de faire quatre voyages de découverte et de commerce avec les Moluques, dans le Pacifique. Pour exploiter ce commerce très profitable, il lui fallait trouver une alternative aux deux voies de navigation existantes : le cap de Bonne-Espérance et le détroit de Magellan, car passer par l’un de ces deux voies l’aurait obligé à payer de fortes redevances à la Compagnie néerlandaise des Indes orientales.

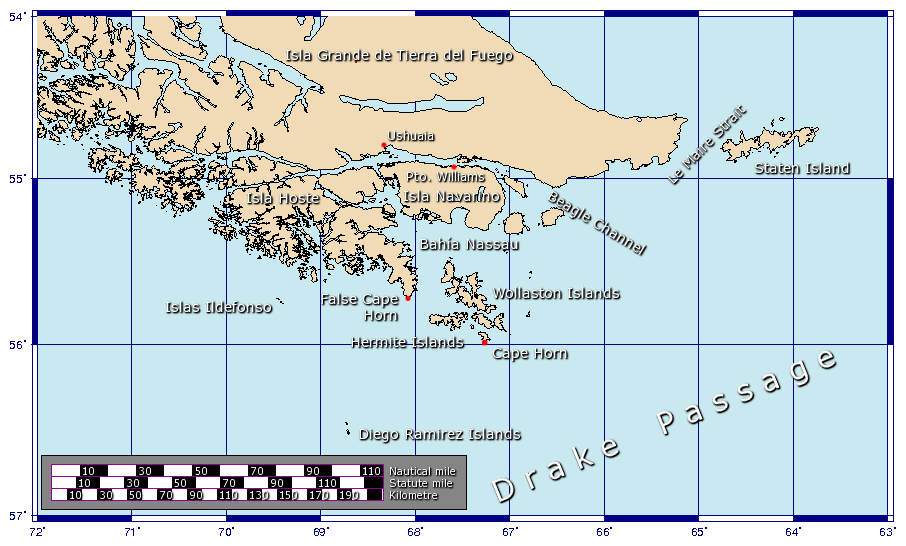
Carte du Cap Horn et du Détroit Le Maire

Le père et le fils réussirent à convaincre les commerçants de la petite ville zélandaise de Hoorn de financer une expédition composée de deux navires, qui embarqua le 14 juin 1615. Son fils, Jacques Le Maire était aux commandes de l'Eendracht, et Willem Cornelisz Schouten aux commandes du Hoorn. Le 29 janvier 1616, ils découvrirent effectivement un passage autour de la pointe sud du continent américain, qu'ils nommèrent Kaap Hoorn.
Le 16 mai 1616, ils découvrirent les îles Tonga et sont assaillis par leurs habitants, qui leur échangent des grandes quantités de noix de coco, mais contre lesquels ils doivent utiliser leurs mousquets. Mais au mois d'octobre, alors qu'ils abordaient Java, ils furent arrêtés par des agents de la Compagnie néerlandaise. Les deux marins furent reconduits enchaînés aux Pays-Bas et l'Eendracht fut confisqué. De son côté, le Hoorn avait auparavant sombré lors d'un incendie, en Patagonie. Jacques Le Maire mourut à l'âge de 31 ans pendant le voyage entre Batavia et Amsterdam.
Pour défendre les intérêts moraux et matériels de son fils Jacques, Isaac intente un procès à la Compagnie et est dédommagé trois ans plus tard. La Compagnie remplace le navire et la cargaison et dut reconnaître que Jacques Le Maire avait découvert un nouveau passage autour du cap Horn.